# WHO'S BACK?
《WHO'S BACK?》(후즈 백)은 가수 보아가 2014년 9월 3일 일본에서 발매한 여덟 번째 정규 음반이다. 2010년 2월 발매된 정규 7집 《IDENTITY》 발매 이후 약 4년 반만에 발매된 정규 음반으로, 2010년 발매된 〈WOO WEEKEND〉부터 2014년 발매된 〈MASAYUME CHASING〉에 이르기까지 《IDENTITY》 발매 이후 현재까지 공개된 모든 싱글 곡들을 수록하였다. (단, 〈WOO WEEKEND〉에 수록된 커플링 곡 NO DANCE, NO LIFE는 수록에서 제외되었다.) 그로 인해 앨범 수록곡 중 신곡이 딱 한 곡뿐인 상황이 벌어졌으며, 사실상 4년 간의 일본 싱글을 정리하는 베스트 앨범의 성격이 짙은 정규앨범이다. 대한민국에서는 일본에서 발매된 지 한달여 만인 2014년 10월 1일에 CD반만 발매되었다.

## 트랙리스트
CD
1. First Time
  - (3:45) 작사: Sara Sakurai / 작곡: Ciaron Bell, Chelcee Grimes, Wesley Steed, Chris Wahlberg
    - First Time은 이번 앨범에 수록된 유일한 신곡이다.
2. Shout It Out
  - (4:00) 작사: Sara Sakurai / 작곡:  Kanata Okajima, Daniel Sherman, Ricky Hanley
    - Shout It Out은 보아의 35번째 동명의 싱글 타이틀곡이다.
3. Only One (Japanese Ver.)
  - (3:40) 작사: BoA / 작곡: BoA
    - Only One (Japanese Ver.)은 보아의 한국 정규 7집 《Only One》의 타이틀곡이자 자작곡을 일본어로 번안한 곡으로 32번째 싱글 타이틀곡이다.
4. FUN
  - (4:03) 작사: Akira / 작곡: Erik Lidbom, Martin Kleveland 
    - FUN은 보아의 36번째 싱글 <MASAYUME CHASING>의 커플링 곡이다.
5. Message
  - (3:03) 작사: Kanata Okajima / 작곡: Erik Lidbom, Andreas Oberg
    - Message는 보아의 34번째 싱글 타이틀곡으로, BeeTV「声感☆ラブメッセージ」의 주제가로 사용되었다.
6. WOO WEEKEND
  - (4:01) 작사: Yoko Hiji / 작곡: Daiki
    - WOO WEEKEND는 보아의 동명의 30번째 싱글 타이틀곡으로, Disney On Ice 일본공연 25주년 기념송으로 제작되었다.
7. Milestone
  - (3:04) 작사: STY / 작곡: Paul Drew, Greig Watts, Pete Barringer, Rike Boomgaaden 
    - Milestone은 보아의 동명의 31번째 싱글이자 첫번째 DVD 싱글 타이틀곡으로, 보아의 일본 데뷔 10주년을 기념해 발표된 곡이며, 보아가 모델로 활동하는 오디오 테크니카의 CM송으로 사용되었다.
8. I SEE ME
  - (5:00) 작사: STY / 작곡: STY
    - I SEE ME는 디지털 싱글로 첫 공개되어 〈Milestone〉에 수록되었던 곡으로, 보아가 모델로 활동하는 오디오 테크니카의 CM송으로 사용되었다.
9. MASAYUME CHASING
  - (3:39) 작사: Junji Ishiwatari / 작곡: Steven Lee, Caroline Gustavsson
    - MASAYUME CHASING은 보아의 36번째 동명의 싱글 타이틀 곡으로, 애니메이션 「페어리 테일」의 오프닝곡으로 사용되었다.
10. The Shadow (Japanese Ver.)
  - (3:23) 작사: BoA / 작곡: Joe Belmaati
    - The Shadow (Japanese Ver.)는 보아의 한국 정규 7집 《Only One》의 수록곡이자 보아가 작사에 참여한 곡을 일본어로 번안한 곡으로 32번째 싱글 <Only One>의 수록곡이며, 뮤직비디오는 보아의 둘째오빠인 권순욱 감독이 제작하였다.
11. Close To Me
  - (4:18) 작사: Akira　작곡: Ina Wroldsen
    - Close To Me는 보아의 35번째 싱글 〈Shout It Out〉에 수록된 커플링 곡으로 미디엄 템포의 발라드 곡이다.
12. Call My Name
  - (3:42) 작사: Sara Sakurai　작곡: Nermin Harambasic, Anne Judith Wik, Ronny Svendsen, Various Artists 
    - Call My Name은 보아의 34번째 싱글에 수록된 곡이다.
13. Baby You..
  - (3:20) 작사: BoA / 작곡: BoA
    - Baby You..는 보아가 첫번째 한국 단독 콘서트 'BoA SPECIAL LIVE 2013 ~Here I Am~'을 기념하여 공개했던 디지털 싱글곡을 일본어로 번안한 곡으로, 보아의 33번째 싱글인 <Tail of Hope>에 수록된 곡이다.
14. Tail Of Hope
  - (3:51) 작사: Sara Sakurai / 작곡: Claire Rodrigues, Daniel Sherman, Andrew Gilbert 
    - Tail Of Hope는 보아의 33번째 동명의 싱글의 타이틀 곡으로, 후지TV계 드라마 「백의의 눈물(白衣のなみだ)」 오프닝 테마로 사용되었다.

DVD
1. First Time -Music Video-
2. Shout It Out -Music Video-
3. Only One (Japanese Ver.) -Music Video-
4. Message -Music Video-
5. WOO WEEKEND -Music Video-
6. Milestone -Music Video-
7. MASAYUME CHASING -Music Video-
8. The Shadow -Music Video-
9. Tail Of Hope -Music Video-
10. First Time -making clip- + Interview

## 차트
| 오리콘    | 최고순위 | 판매량 | 등장횟수 | 총판매량 |
| --------- | -------- | ------ | -------- | -------- |
| 주간 차트 | 7        |        | 7        |          |